# 注册制
注册制，也称证券发行注册制、IPO注册制，是一种股票发行公司的财务公开制度。它与核准制相对应，在很多国家兼顾采用。
在首次公开募股中，注册制其要求发行证券的公司提供关于证券发行本身以及同证券发行有关的一切信息，以招股说明书为核心，送交主管机构审查，主管机构只负责审查发行申请人提供的信息和资料是否履行了信息披露义务的一种制度。

## 流程
证券发行申请人，根据法律与证券规则，将与证券发行有关的一切信息公开，制定成法律性文件，送交主管机构审查；后者只负责审查发行申请人提供的信息和资料是否履行了信息披露义务的一种制度。而主管机构（比如中国证监会）将不审查文件内容真假、并不干涉价值（不进行实质判断），在披露义务确定履行后，即可按照证券管理机构规定注册上市。
注册制是将决定权交给市场，股票的好坏均可以上市，因此会产生发行失败的股票。而监管部门可将精力放到打击造假、避免参与到新股造假，并迫使市场更为透明。此制度要求股东对于股票有更好、更全面的认识；缺乏分析股票的股东会面临巨额亏损的压力。而采取注册制，会短期导致大量股票上市，股市会因此大跌。
而核准制则要求证券监督部门对拟发行的证券进行了形式和实质上的双重价值，并防止不良证券进入市场；然而却加重了主管部门的负担，无法兼顾具体问题；投资者也会因此依赖证券部门，缺乏独立判断。而一些新兴产业因潜力和风险性无法预估，则被排除在核准制之外。

## 历史
1993年6月，证监会决定成立股票发行审核委员会，负责对公开发行股票公司上报的材料进行复审。
2013年11月15日，中国共产党中央委员会下发《中共中央关于全面深化改革若干重大问题的决定》，明确指出要完善金融市场体系，推进股票发行注册制改革，以取代现有的审核制。2015年3月，时任中国证监会主席的肖钢在第十二届全国人民代表大会第三次会议期间提出，将在2015年《中华人民共和国证券法》修改后，实施注册制改革；与此同时国务院总理李克强在《2015年中华人民共和国国务院政府工作报告》也明确提出“加强多层次资本市场体系建设，实施股票发行注册制改革”。与此同时，证券市场却经历了2015年中国股灾，众多投资者将原因归罪于即将采取的注册制。
2015年11月20日，证监会主席肖钢表示，在股市异常波动之后，《证券法》修订推迟，国务院可能采取法律授权方式出台意见解决，全力以赴2016年3月注册制要有结果。同年12月21日，第十二届全国人大常委会第十八次会议上通过了《关于授权国务院在实施股票发行注册制改革中调整适用证券法有关规定的决定》，于2016年3月1日起两年内授权，择时开启注册制改革。事情一经公布，恰逢2016年1月股票解禁潮、熔断机制实施，沪深两市迅速大跌；同年2月，成为众矢之的的证监会主席肖刚终被免职。而在3月的《政府工作报告》上不提注册制改革事宜，而将“提创造条件实施注册制”写入了《国民经济和社会发展第十三个五年规划纲要草案》（十三五纲要草案）。
2018年11月5日，中共中央总书记习近平在进博会开幕式演讲中表示“将在上海证券交易所设立科创板并试点注册制”。
2019年6月13日，上交所科创板正式开板，注册制试点正式落地；2020年8月24日，深交所创业板注册制下首批18家企业敲钟上市；2021年9月北交所自成立之日起同步开展注册制试点。
2023年2月1日，中國證券監督管理委員會表示全面实行股票发行注册制改革正式启动。2月17日，中国证监会发布全面实行股票发行注册制相关制度规则。公开发行股票的审核权力下放至沪深交易所。
2023年3月27日，全面注册制下沪深交易所主板首批企业启动首次公开募股。
2023年4月10日，沪深交易所主板注册制首批企业上市仪式在北京、上海、深圳三地连线举行。

## 配套机制
注册制的采取必须具备其他配套措施。
- 集体诉讼制度[17][18]
- 市场做空机制，使得民间资本可以补充行政监督，形成市场力量，倒逼上市公司诚信和守法、提高投资者判断能力[19]。
- 退市机制，要求证券交易所形成退市机制，不符合规则的公司必须面临退市的压力和结果[20]。在全面注册制下，退市机制也逐步常态化。2021年有17家上市公司被强制退市，2022年有42家，预计2023年大概率将有43家左右的上市公司被强制退市[21]。

## 影响
自2023年中国大陆实施证券市场注册制以来，上交所、深交所对IPO审查更为严格，一些计划在沪深市场上市的公司因此转赴港交所上市。